# Palacio de Goyeneche (Arequipa)
El Palacio de Goyeneche es una de las construcciones civiles más conocidas y turísticas de Arequipa, Perú. Situada en la confluencia de las Calles de la Merced y del Palacio Viejo, sobre un solar que figuraba en la primitiva traza urbana que, antes de la fundación de Arequipa, aprobó Francisco Pizarro.

## Descripción
Construyó esta casona el arquitecto Gaspar Báez en el siglo XVIII sobre las ruinas de un antiguo palacete (palacio viejo) construido en 1558 por Bernardino de Ávila. Sin embargo, el terremoto de 1782 dañó enormemente su estructura.
En situación de casi derribo, el predio fue adquirido por Juan de Goyeneche y Aguerrevere, quien lo restaura para residencia de su familia. Años más tarde, el Arzobispo Goyeneche, Obispo de Arequipa desde 1818 y más tarde Arzobispo de Lima, encarga al famoso Lucas Poblete en 1837 la tarea de reedificar la casona tras haberle confiado la traza de la Iglesia Catedral de Arequipa. En 1840 queda terminada la mansión. 
El Obispo Goyeneche permaneció en este palacio hasta 1858, año en que pasó a ser Arzobispo de Lima y Primado del Perú. En este tiempo esta mansión se convirtió en una de las más importantes residencias de Arequipa. La familia del obispo la adornó con decenas de obras de arte, dos pinturas de Goya, fino mobiliario, la primera biblioteca privada de la ciudad y uno de los más importantes archivos documentales de América, referido principalmente a la época de la Emancipación.
Desde la adquisición y remodelación del palacio por los Goyeneche, el edificio tuvo dos plantas, amplios patios, un juego de columnas en la fachada y un pórtico y zaguán "con altura necesaria para que pudiera entrar sin desmontar un caballero armado con lanza francesa erguida" como mandaba la antigua prescripción que era a la vez indicación arquitectónica y señal de nobleza y prestancia para la edificación. La portada tiene un balcón horizontal que ocupa todo el ancho de su frente con barandillas de hierro forjado. Posee una hermosa escalera de caracol construida en sillar y que permite el acceso a la segunda planta, que muestra además balcones de antepecho, puertas y ventanas de la época colonial y una soberbia fuente de piedra negra en el patio principal. El interior está formado por salones de grandes bóvedas que, a pesar de la dispersión que existió en los años cuarenta del siglo XX, albergan aún pinturas coloniales de la Escuela Cusqueña, artísticos enrejados, imágenes sacras talladas en madera así como antiguos retratos de la familia Goyeneche.
En el siglo XX el palacio pasó a manos del Banco Central de Reserva del Perú; en la actualidad el palacio de Goyeneche forma parte del patrimonio de la empresa Quimera Holding Group.